# 吉隆坡城中城公園

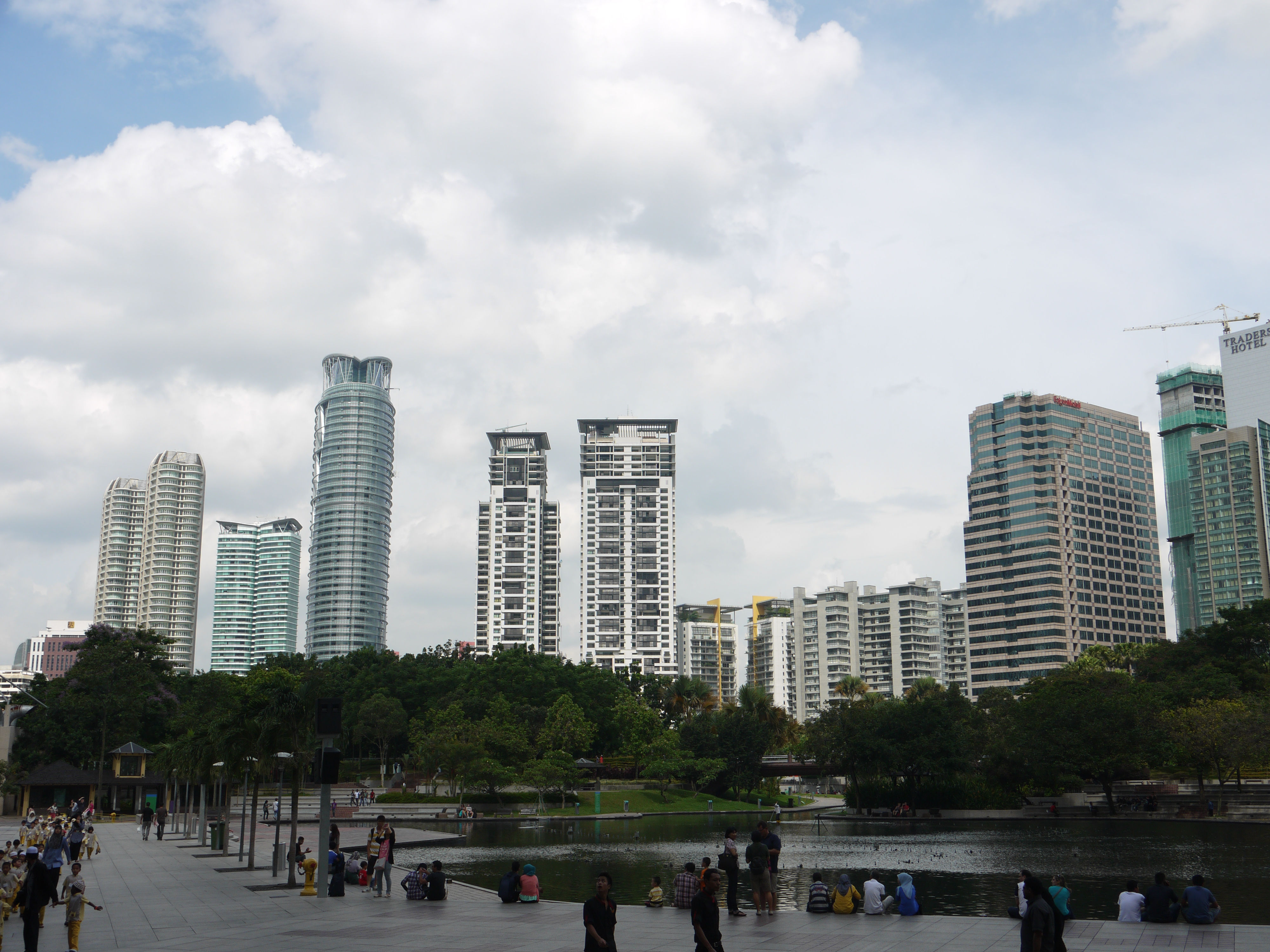
城中城公園看到的吉隆坡天際線

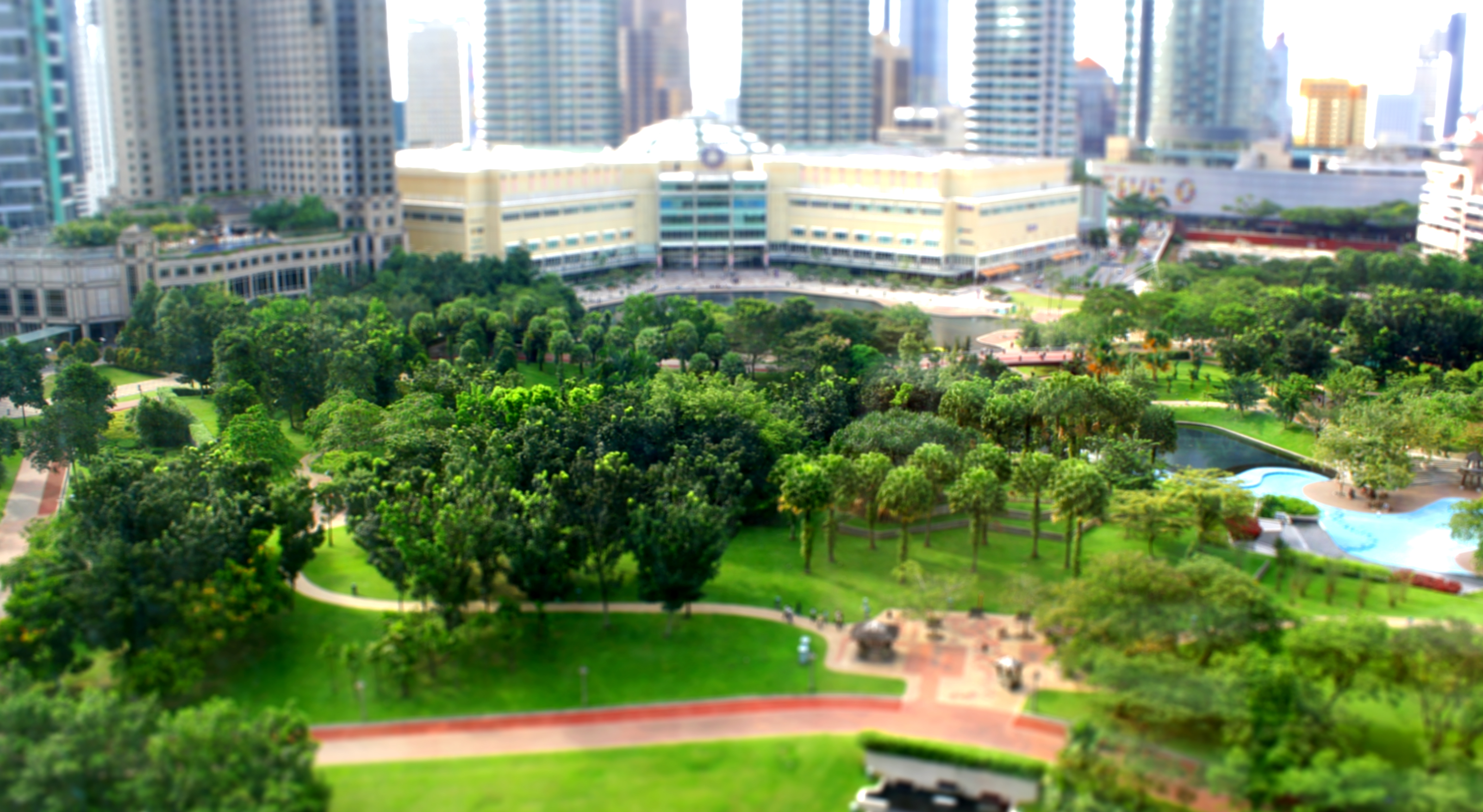
城中城公園的鳥瞰圖

吉隆坡城中城公園是吉隆坡市區最大的公園之一，於1997年隨著國油雙峰塔的啟用而一同開放，前身為雪蘭莪賽馬會（Selangor Turf Club）的吉隆坡賽馬場。此公園是巴西著名景觀設計師羅伯托•布雷•馬克思（Roberto Burle Marx）的遺作，面積達50英畝，約20公頃，是一座典型的都會型公園，許多市民和遊客在此欣賞雙峰塔和吉隆坡的天際線。此公園兼顧自然景觀用作保育與生物多樣化的規劃，這裡保存23種移植自前吉隆坡賽馬場俱的珍稀植物標本、1900種本地植物、66種棕櫚樹等，為繁囂國際都會營造一個寧靜和諧環境。
公園中央為面積達一萬平方公尺的人造池，從中午到晚上都會上演音樂水舞秀，主噴泉的水柱高達42公尺，每天都有許多的民眾坐在池邊欣賞水舞秀。在人造池上設有鯨魚和海豚的現代藝術雕塑，其高度分別為6米和2.5米，是澳洲雕塑家John Underwood的作品。水池上方設有43公尺長的高架橋跨越水池兩岸，這座橋也是公園內欣賞國油雙峰塔的最佳觀賞點。在公園內的慢跑步道長達1.3公里，西側設有免費兒童遊戲區及親子戲水池。

## 圖片集

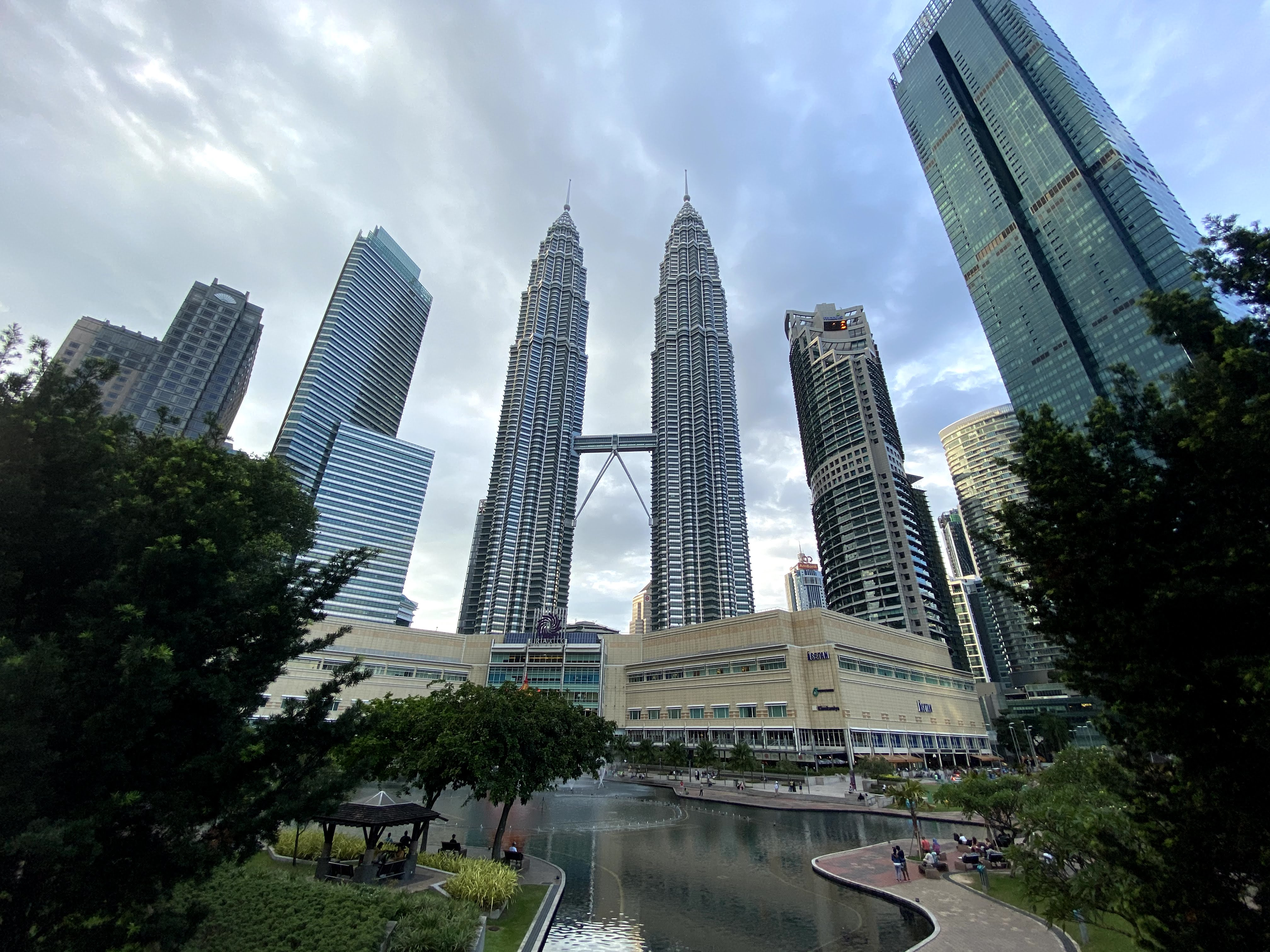
城中城公園眺望雙峰塔
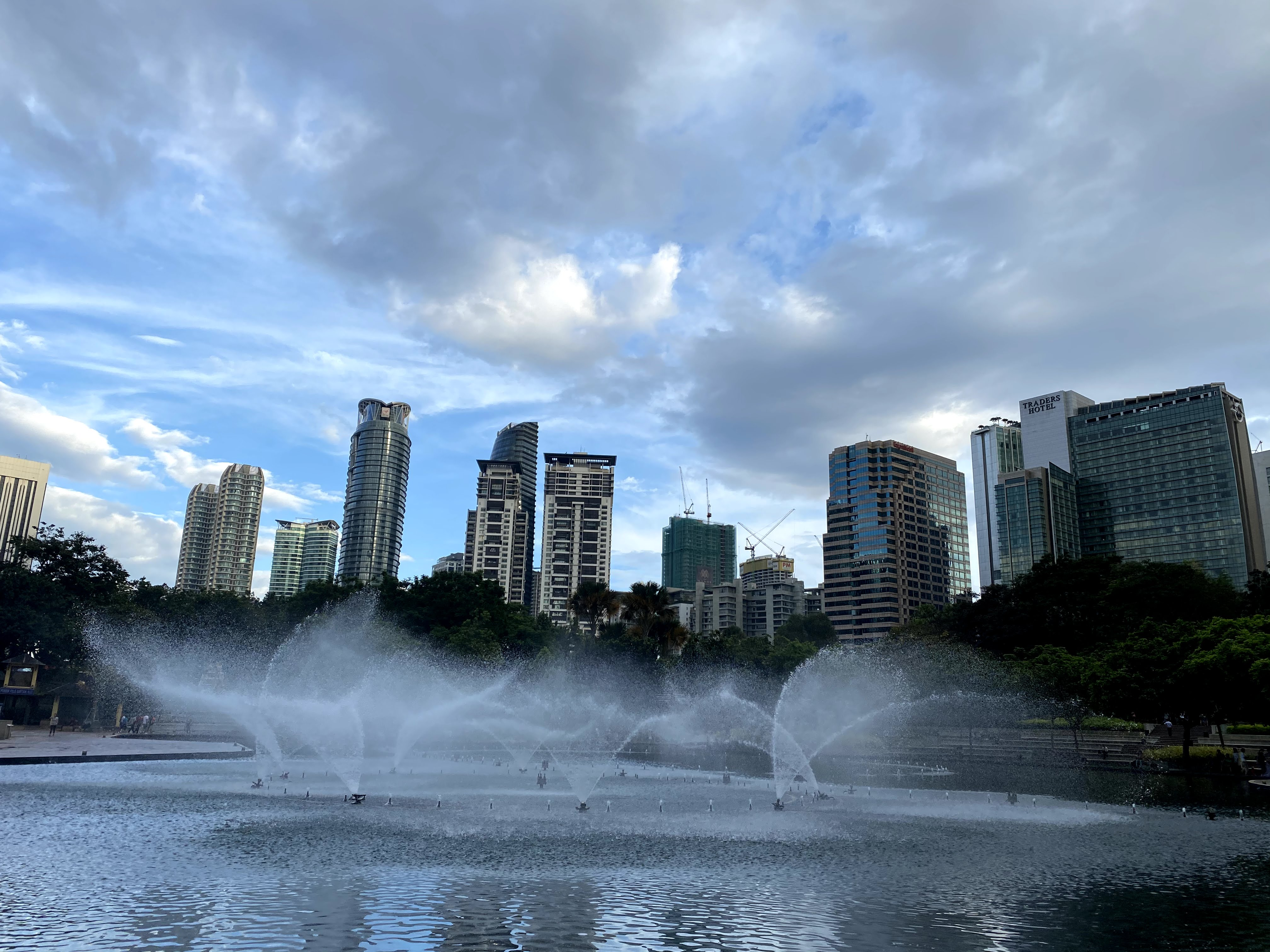
白天的音樂噴泉
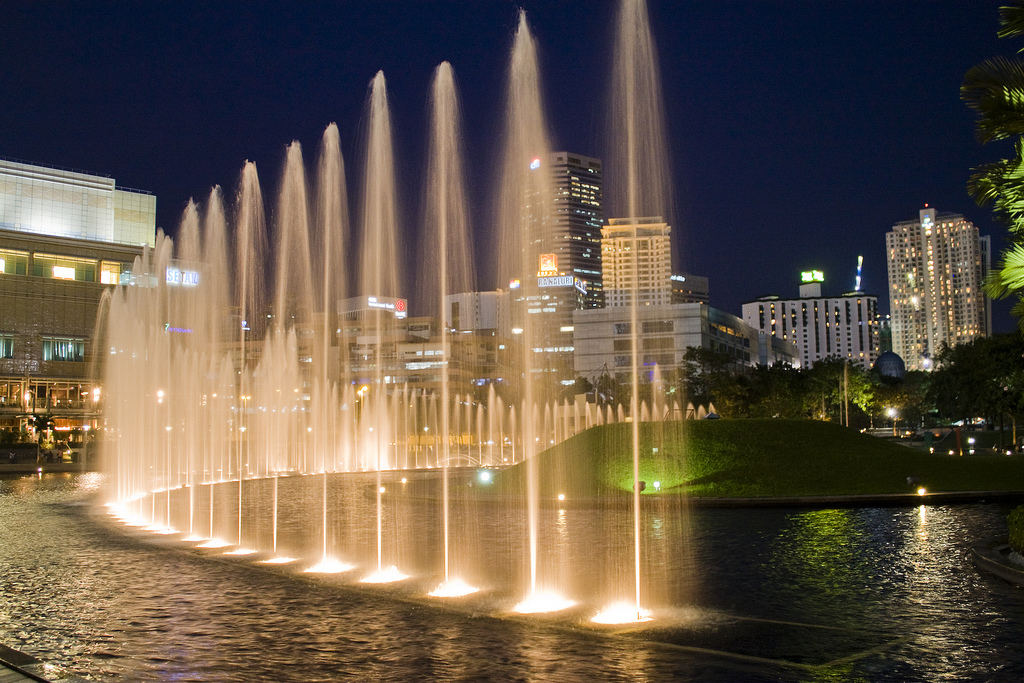
音樂噴泉的夜景
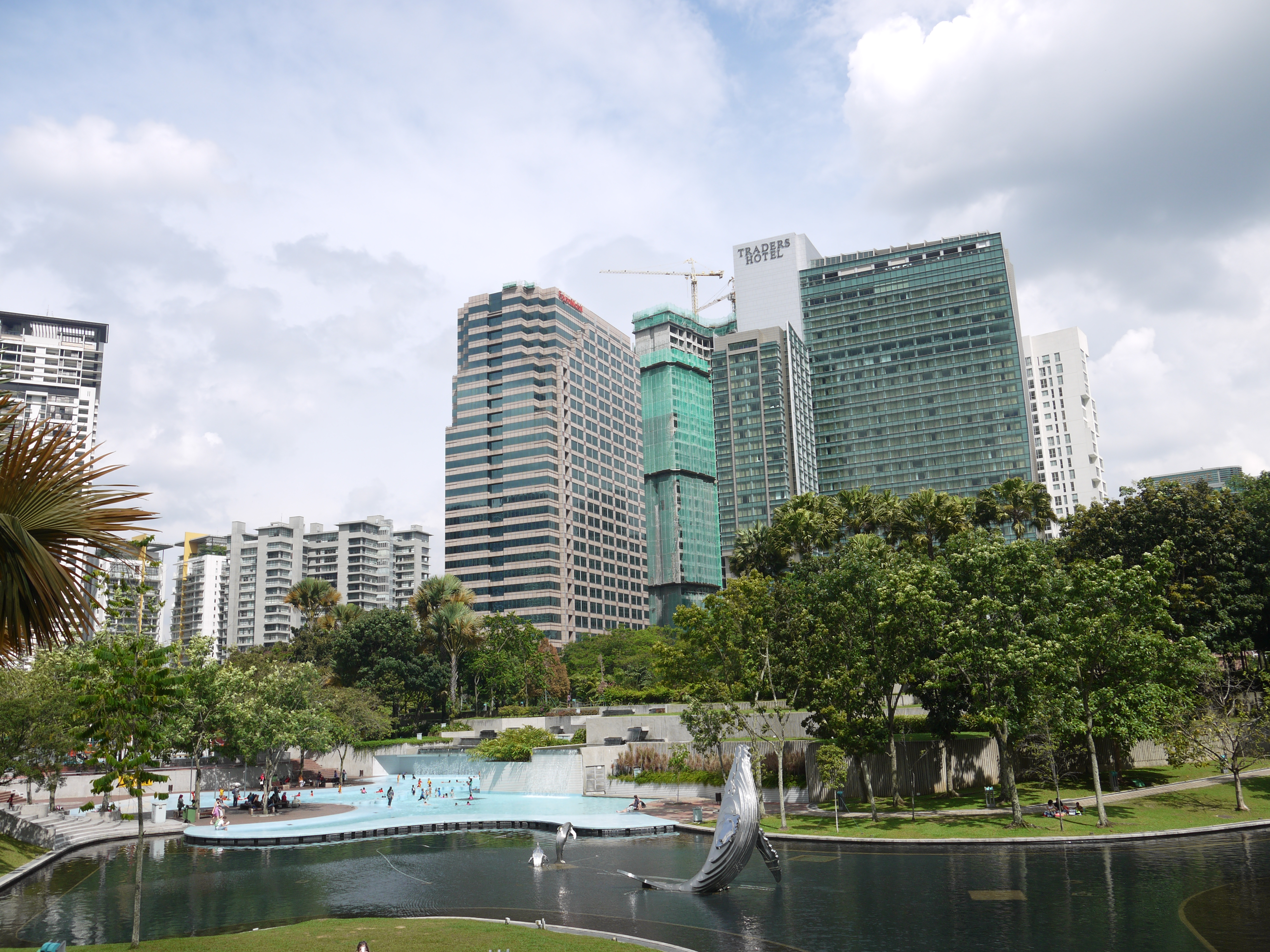
城中城公園的雕塑
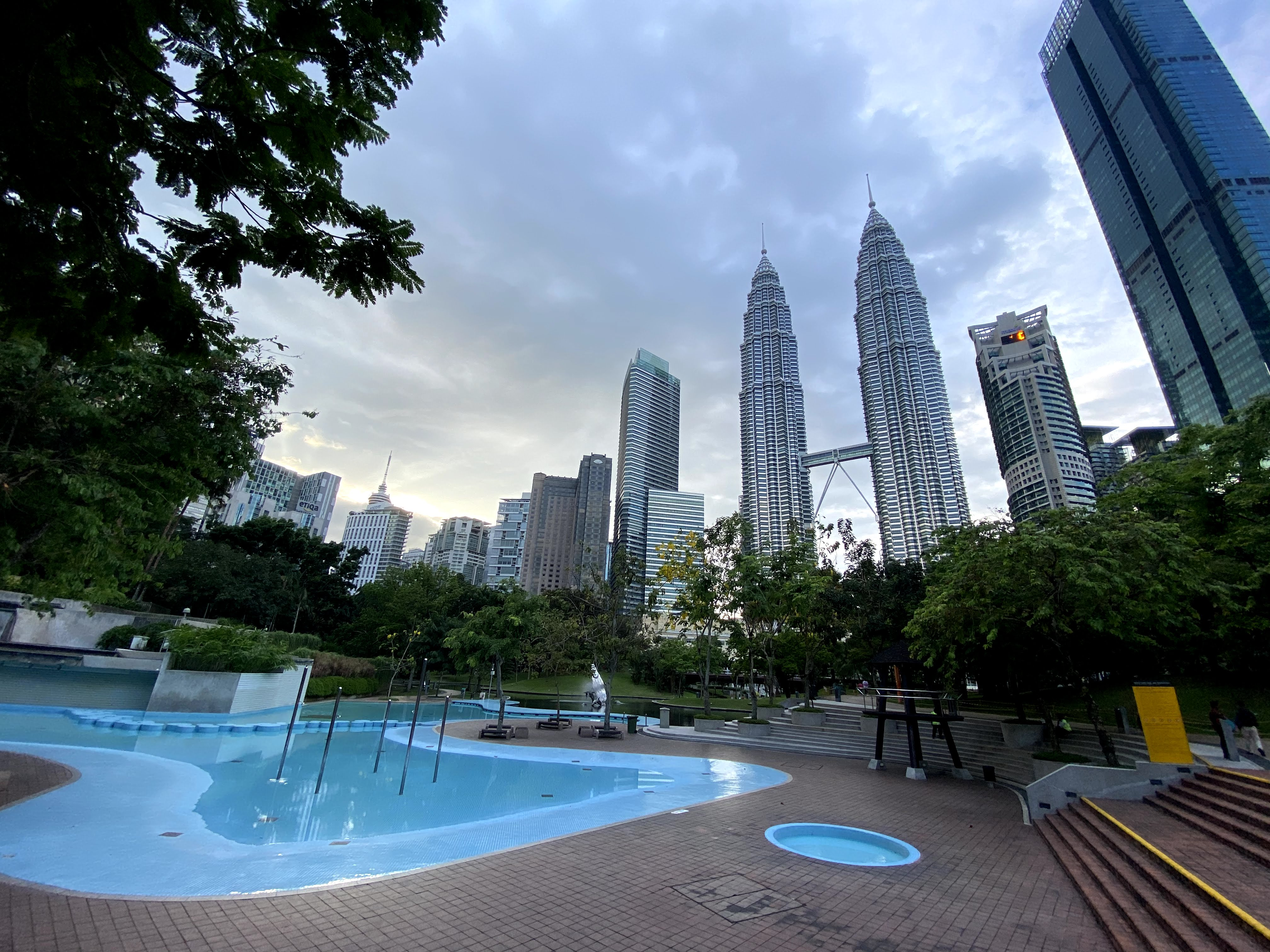
兒童嬉水池與吉隆坡天際線
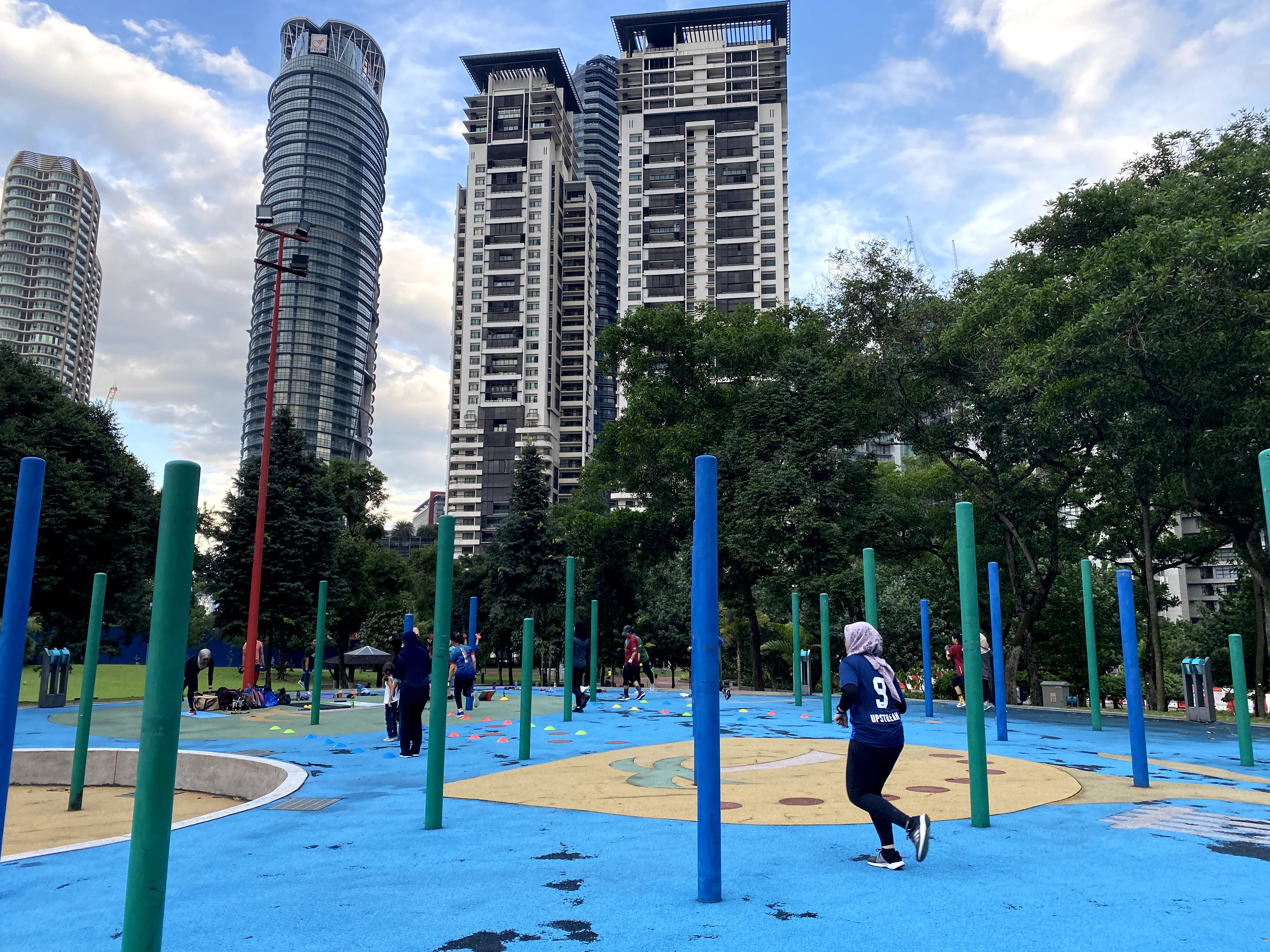
城中城公園的體育設備
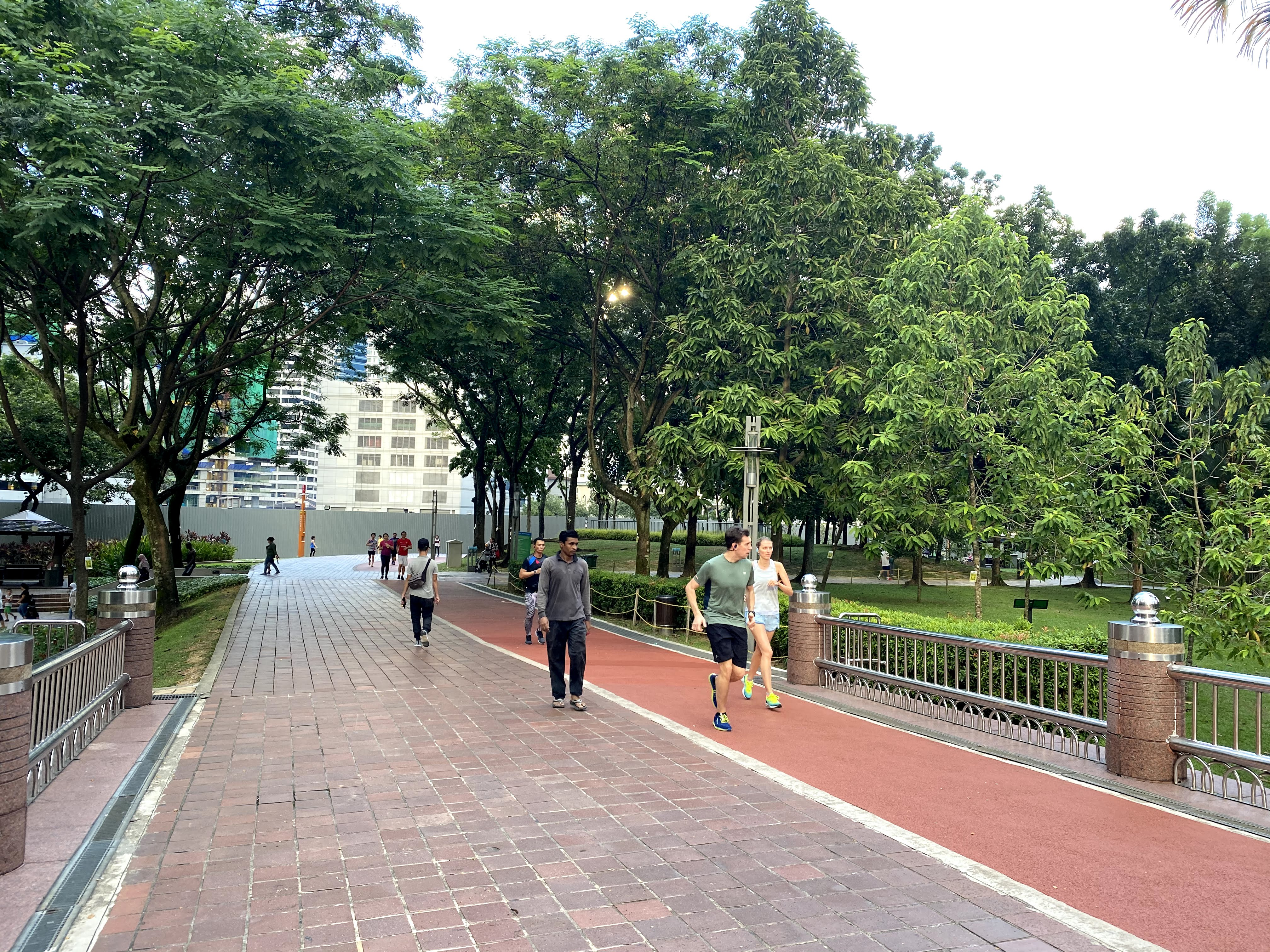
城中城公園的慢跑道
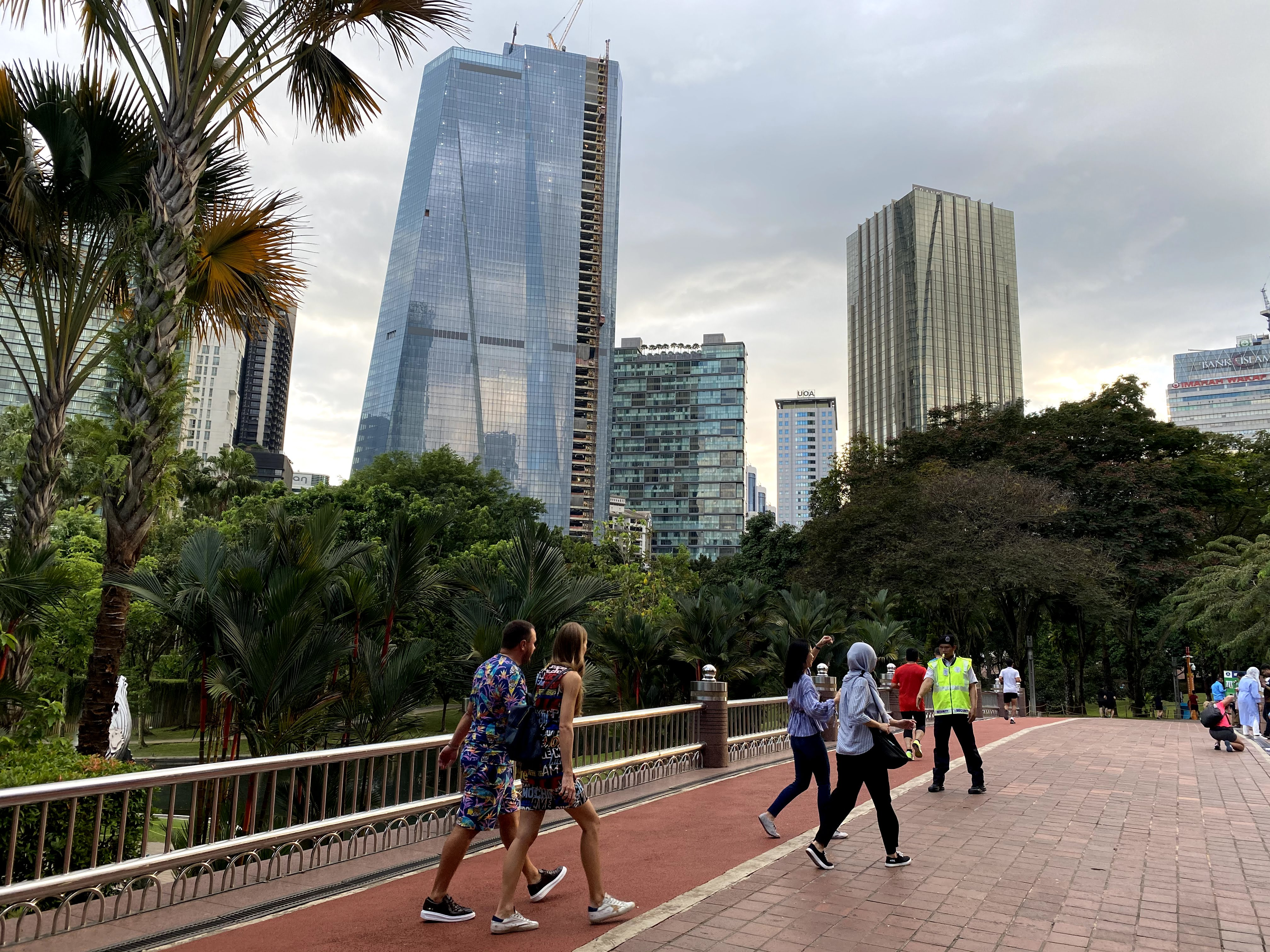
城中城公園的慢跑道